# Liebe auf Französisch
Liebe auf Französisch (Originaltitel: 7 ans de mariage) ist eine französische Filmkomödie aus dem Jahr 2003 von Didier Bourdon, der auch das Drehbuch schrieb und die männliche Hauptrolle spielte.

## Handlung
Nach sieben Jahren Ehe befindet sich das Sexualleben des Krankenhausarztes Alain und seiner Frau, der Bankangestellten Audrey, die sich zusammen mit ihrer neunjährigen Tochter und Audreys homosexuellen Bruder Arnaud eine Wohnung teilen, auf einem Tiefpunkt. Auf Anraten des mit ihm befreundeten Sexualtherapeuten Claude will Alain Audrey seine sexuellen Wünsche näherbringen, doch wendet sie sich angewidert ab. Erst als Audrey mitbekommt, dass ihre nur scheinbar prüden Eltern außereheliche sexuelle Aktivitäten vorzuweisen haben, ändert sie ihr Verhalten und entwickelt eine Initiative, die Alain unheimlich wird.
Der Film endet damit, dass Alain und Audrey nach etlichen erotischen Abenteuern ein zufriedeneres Leben führen und Alain es genießt, dass andere Männer seiner Frau verstohlen hinterherblicken.

## Hintergrund
Die Filmpremiere fand am 17. Mai 2003 bei den 56. Internationalen Filmfestspielen in Cannes statt. In Deutschland wurde Liebe auf Französisch erstmals am 16. Juli 2007 vom ZDF im Fernsehen gezeigt.

## Kritiken
Für den Filmdienst war Liebe auf Französisch eine „[l]eichthändig inszenierte Komödie, die ihr Thema augenzwinkernd und mit großer Spielfreude angeht“. Prisma bezeichnete den Film als „erotische Film-Delikatesse“.